# Свято-Володимирська духовна семінарія
Свято-Володимирська духовна семінарія (англ. Saint Vladimir's Orthodox Theological Seminary) - православний навчальний заклад Православної церкви в Америці, що знаходиться в передмісті Крествуд міста Йонкерс, штат Нью-Йорк.
Станом на 2009 рік у семінарії навчався 91 студент, вартість їх навчання складала 10 тисяч доларів на рік.

## Історія
Семінарія була заснована у 1938 році православними богословами-емігрантами та отримала назву на честь святого Володимира, великого князя Київського, оскільки того року святкувалося 950-річчя хрещення Русі. Належала до Північно-Американського митрополичого округу, який на той момент перебував в юрисдикції Архієрейського синоду РПЦЗ. Восени 1947 року Північно-Американська митрополія відокремилася від РПЦЗ.
У 1948 році радою опікунів університету штату Нью-Йорк було затверджено попередній статут семінарії, а в 1953 році було прийнято остаточний варіант.
За словами протоієрея Іоанна Мейєндорфа, «початок п'ятдесятих років був важким часом для Свято-Володимирської Академії. Тоді вона була розміщена в дуже скромному приміщенні в будинку Рід Хауз, на розі Бродвея і 121 вулиці, на півночі Манхеттена. Конфлікти, викликані різницею в темпераментах та методах, призвели до сумного факту відходу отця Георгія Флоровського з Академії (1955), яка лише завдяки його величезному особистому авторитету здобула визнання в академічних та богословських колах країни. Тільки в 1962 році Академія придбала власну територію в Нью-Йоркському передмісті Крествуд».
З 1967 семінарія отримала право давати ступінь бакалавра богослов'я (згодом також магістра богослов'я), з 1985-го - магістра мистецтв. З 1966 року цей навчальний заклад був асоційованим членом Асоціації теологічних шкіл США та Канади, а з 1973-го став повним членом цього об'єднання.
Після заснування в 1977 році Мироносицького монастиря в Отего в корпусах семінарії жили його перші черниці, що переселилися в 1983 році на теперішнє місце. 
Президентом семінарії за посадою є архієпископ Вашингтонський, митрополит усієї Америки та Канади, предстоятель Православної церкви в Америці. Віце-президентом – митрополит-архієпископ Антіохійської архієпископії у Північній Америці . До 2007 року повсякденне академічне та адміністративне керівництво семінарією очолював декан (Dean), який обирається опікунською радою (Board of Trustees) терміном на п'ять років. У 2006 році, після відставки з посади декана ієрея Іоанна Еріксона, було прийнято рішення розділити обов'язки з керівництва семінарією між деканом, відповідальним за академічне та духовне життя, та канцлером (Chancellor), відповідальним за адміністративну роботу та фінансове забезпечення.
1998 року в каплиці семінарії було здійснено чин приєднання до Православної церкви видного американського історика Церкви Ярослава Пелікана. 2004 року Пелікан пожертвував на потреби семінарії 500 000 доларів.
У листопаді 2021 року Рада опікунів семінарії проголосувала за перенесення кампусу, посилаючись на високу вартість життя в мегаполісі Нью-Йорка, але до 2024 року вирішила призупинити подальше обговорення переїзду.

## Опікунська рада
- Тихон (Моллард), архієпископ Вашингтонський, митрополит усієї Америки та Канади;
- протоієрей доктор Олександр Рентель, канцлер Православної Церкви Америки (ПЦА);
- протоієрей Чед Хатфілд, президент Свято-Володимирської духовної семінарії;
- доктор Йонуц-Олександру Тудоріє, академічний декан Свято-Володимирської семінарії.

## Декани
- єпископ Макарій (Іллінський), 1938-1944
- архімандрит Діонісій (Дяченко), 1944-1947
- єпископ Іоанн (Шаховський), 1947-1950
- протоієрей Георгій Флоровський, 1950-1955
- митрополит Леонтій (Туркевич), 1955-1962
- протопресвітер Олександр Шмеман, 1962-1983
- професор Веселін Кесіч, 1983—1984 (тимчасово)
- протопресвітер Іоанн Мейендорф, 1984-1992
- протопресвітер Томас Гопко, 1992-2002
- протоієрей Іоанн Еріксон, 2002-2007
- протоієрей Іоанн Бер, 2007-2017
- Йонуц-Олександру Тудоріє (з 2018)

## Відомі випускники
- Іона, архієпископ Вашингтонський, митрополит усієї Америки та Канади, Православної церкви в Америці (2008-2012), нині на спокої;
- Абуна Павло, патріарх Абіссінський, католикос Ефіопії;
- Данило , архієпископ Токійський, митрополит всієї Японії, Російська православна церква ;
- Нікон (Лайолін), архієпископ Бостонський, Ново-Англійський та Албанської єпархії, Православна церква в Америці (ПЦА);
- Марк (Меймон), архієпископ Філадельфійський та Східно-Пенсільванський, Православна церква в Америці;
- Кирило (Дмитрієв), архієпископ Сан-Франциський та Західно-Американський, Російська православна церква закордоном ;
- Іриней (Добрієвич), єпископ Східно-американський, Сербська православна церква ;
- Олександр Дворкін, історик-медієвіст, православний богослов, діяч антисектантського руху;
- Томас Гопко, протопресвітер ПЦА, богослов;
- Іоанн Бер, протоієрей ПЦА, професор богослов'я, письменник;
- Веселін Кесіч, професор, богослов.
- Елія (Валґрен), архієпископ, предстоятель Православної церкви Фінляндії.